# Мария Ганноверская (1849—1904)
Принцесса Мария Эрнестина Джозефина Адольфина Генриетта Тереза Елизавета Александрина (англ. Marie Ernestine Josephine Adolphine Henrietta Theresa Elisabeth Alexandrina, нем. Marie Ernestine Josephine Adolphine Henriette Therese Elisabeth Alexandrine; 2 декабря 1849 — 4 июня 1904) — младшая дочь короля Ганновера Георга V и его жены Марии Саксен-Альтенбургской.

## Биография

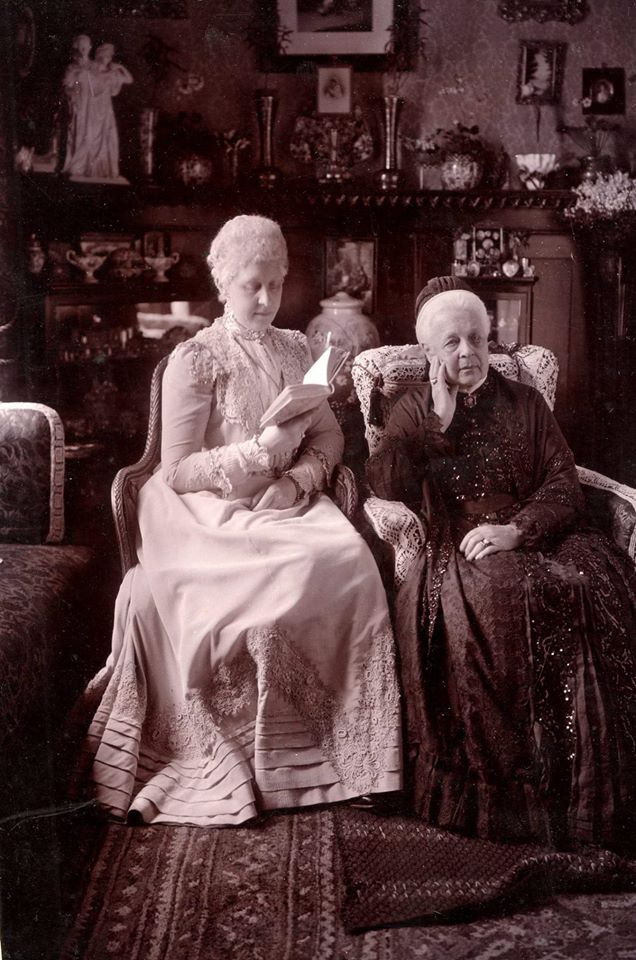
Мария Ганноверская с матерью Марией Саксен-Альтенбургской. Открытка. Гмунден, 1904 год.

Мария родилась в Ганновере и имела титул принцессы Ганноверской. В Великобритании она также носила титул принцессы, так как являлась правнучкой короля Георга III по мужской линии.
В 1866 году отец Марии был свергнут с трона Ганновера. Мария и её мать остались в Ганновере более года, проживая в замке Мариенбург, пока не отправились в изгнание в Австрию в июле 1867 года. В конце концов семья поселилась в Гмундене.

### Перспективы брака
В мае 1876 года Мария посетила Англию вместе с семьей и снова после смерти своего отца в июне 1878 года. Её сестра Фредерика переехала в Англию и вышла замуж. Мария же вернулась в Гмунден, замуж не выходила и жила со своей матерью в замке Камберленд. Американская газета предположила, что Мария дважды отвергла предложение брака от третьего сына королевы Виктории, герцога Коннаутского.

### Смерть
Мария умерла в Гмундене в возрасте 54 лет. Её похороны состоялись на следующий день после смерти, так как через два дня её племянница принцесса Александра Кумберланд-Брауншвейг-Люнебургская должна была выйти замуж за на великого герцога Мекленбург-Шверина Фридриха Франца IV. Мария была похоронена в семейном мавзолее в замке Камберленд рядом со своей матерью, которая пережила её на три года.